# 니시우라촌 (오사카부)
니시우라촌(일본어: 西浦村)은 일본 오사카부 미나미카와치군에 설치되었던 촌이다. 현재의 하비키노시 중심부의 남쪽에 해당한다.

## 역사
- 1889년 4월 1일 - 정촌제 시행에 의해 단난군 니시우라촌이 성립하였다.
- 1896년 4월 1일 - 군 통합에 의해 미나미카와치군이 성립하였다.
- 1956년 9월 30일 - 후루이치정, 다카와시정, 하니우촌, 고마가타니촌, 단피촌과 합병해 미나미오사카정이 성립하여, 동일 니시우라촌은 폐지되었다.

## 교통

### 철도
- 구촌역을 긴테쓰미나미오사카선이 통과했지만, 역은 소재하지 않았다. 1920년까지 니시우라역 소재

### 도로
- 국도 제170호선

## 참고문헌
- 角川日本地名大辞典 27 大阪府